# Henning (Illinois)
Pour les articles homonymes, voir Henning.
Henning est un village situé au nord de la partie centrale du comté de Vermilion dans l'Illinois, aux États-Unis,. Le village est incorporé le 6 décembre 1904.

## Démographie
Lors du recensement de 2010, le village comptait une population de 251 habitants. Elle est estimée, en 2016, à 243 habitants.

### Source de la traduction
- (en) Cet article est partiellement ou en totalité issu de l’article de Wikipédia en anglais intitulé « Muncie, Illinois » (voir la liste des auteurs).